# Polinukleotid
Polinukleotidni molekul je biopolimer koji se sastoji od 13 ili više nukleotidnih monomera kovalentno vezanih u lanac. DNK (dezoksiribonukleinska kiselina) i RNK (ribonukleinska kiselina) su primeri polinukleotida sa osobenom biološkom funkcijom. Prefiks poli potiče od starogrčke reči πολυς (polys, mnogi). DNK se sastoji od dva polinukleotidna lanca, pri čemu svaki lanac formira heliksnu spiralu.

## Sekvenca
Mada se DNK i RNK generalno ne javljaju u istom polinukleotidu, četiri vrste nukleotida se mogu javiti u bilo kom redosledu u lancu. Sekvenca DNK ili RNK datog polinukleotida je glavna odrednica njegove funkcije u živom organizmu ili naučnom eksperimentu.

## Polinukleotidi u organizmima
Polinukleotidi se prirodno javljaju u svim živim organizmima. Genom jednog organizma se sastoji od komplementarnih parova enormno dugih polinukleotida obavijenih jedan oko drugog u obliku dvostrukog heliksa. Polinukleotidi imaju mnoštvo drugih uloga u organizmima.

## Polinukleotidi u naučnim eksperimentima
Polinukleotidi se koriste u biohemijskim eksperimentima kao što je polimerazna lančana reakcija (PCR) ili DNK sekvenciranje. Polinukleotidi se veštački prave polazeći od oligonukleotida, manjih nukleotidnih lanaca, koji generalno imaju manje od 30 podjedinica. Enzim polimeraza se koristi za produžavanje lanca putem dodavanja nukleotida prema zadatom obrascu.